# St-Calixte (Lambersart)

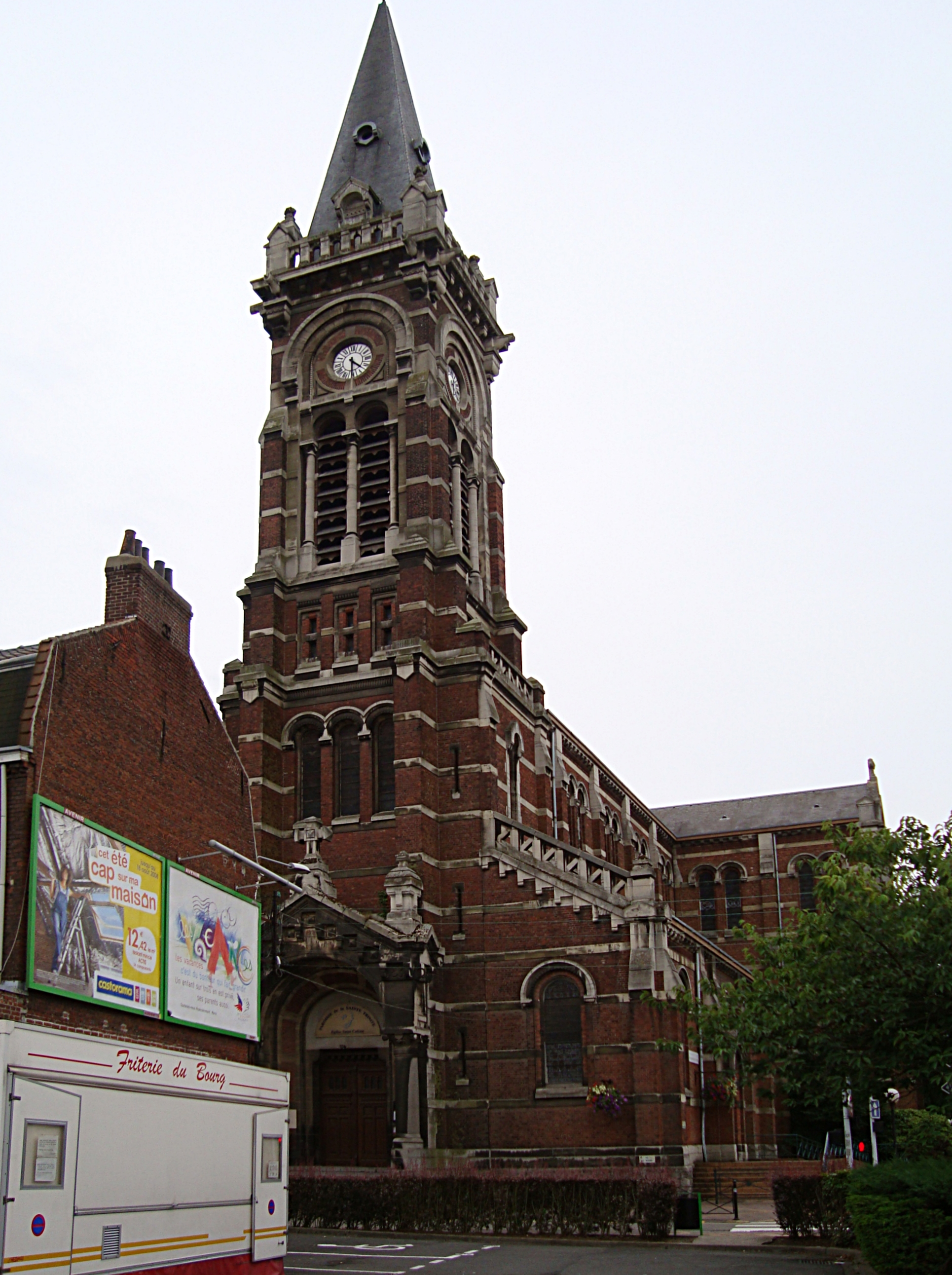
Kirche St-Calixte in Lambersart

Die Kirche St. Calixte ist eine römisch-katholische Pfarrkirche in Lambersart bei Lille in Frankreich. Sie gehört seit 1913 zum Bistum Lille. Sie bildet mit 5 anderen Kirchen die Paroisse Sainte-Trinité Lambersart (Pfarrei Heilige Dreifaltigkeit).

## Geschichte
Im 9. Jahrhundert stiftete Eberhard von Friaul die Abtei Cysoing bei Lille und stattete sie mit Reliquien von Papst Calixt I. aus. Ein Teil dieser Reliquien wurde spätestens ab dem 13. Jahrhundert in der Calixtus-Kirche von Lambersart verehrt. Dieser 1504 und 1624 zur Hallenkirche ausgebaute Kirchenbau von 27 × 20 m genügte in der zweiten Hälfte des 19. Jahrhunderts nicht mehr den Ansprüchen. Ab 1876 sammelte Pfarrer Jean-Baptiste Cazier Spenden für einen Neubau durch den Architekten Henri Boudin (1851–1912), der, nach Abriss der alten Kirche 1893, am 25. Mai 1896 eingeweiht werden konnte. Der neuromanische Bau von 54 × 28 m mit einem spektakulären Kirchturm von 54 m Höhe wurde mit Möbeln von Gustave Pattein (1849–1924) und Kirchenfenstern der Firma Latteux-Bazin ausgestattet. Er erlebte am 2. März 1906 die gewaltsame Beschlagnahme durch den Staat entsprechend dem Gesetz zur Trennung von Kirche und Staat, entging aber in den beiden Weltkriegen der Zerstörung. 2013 wurde das Kircheninnere renoviert.

## Pfarrer seit 1764
- 1764–1797: Jacques Duhaut (leistete 1791 den Eid auf die Zivilverfassung des Klerus)
- 1798–1814: François Bègue (–1833)
- 1814–1827: François Wimille (verweigerte 1791 den Eid auf die Zivilverfassung)
- 1828–1846: Pierre Becuwe
- 1846–1874: Philippe Desplanques
- 1874–1904: Jean-Baptiste Cazier (–1910)
- 1906–1910: Jean-Baptiste Delannoy
- 1910–1913: Eugène Delahousse
- 1913–1919: Josué Lesage (–1930)
- 1919–1939: Émile-Charles Duflo (1865–1939)
- 1939–1948: Henri Poulet (1884–1948)
- 1948–1974: Maurice Tiberghien (1899–1975)
- 1974–1984: Jacques Carre
- 1984–????: Jacques Debliquis (1926–2019)